# Natuurwerkdag

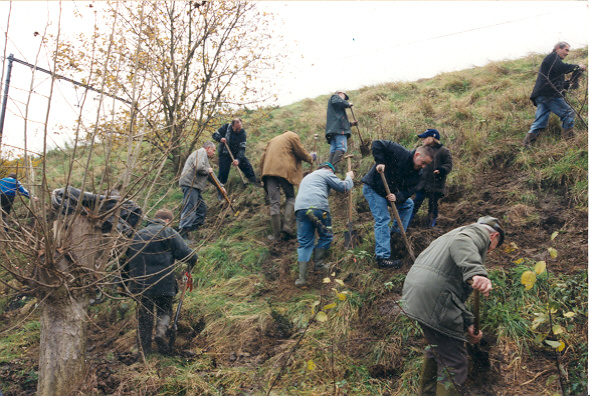
Beplanten van een spoorwegdijk

Een natuurwerkdag is een dag waarop vrijwilligers onder deskundige leiding natuurbeheerwerk verrichten in het landschap. Behalve natuurwerkdagen worden in sommige gebieden ook werkweekends en werkweken georganiseerd. 

## Landelijke Natuurwerkdag in Nederland
Aan de jaarlijks terugkerende Landelijke Natuurwerkdag in Nederland doen de meeste grote organisaties op het gebied van natuur- en landschapsbeheer mee. 
Deze dag vindt elk jaar op de eerste zaterdag van november plaats. Meer dan tienduizend mensen zijn dan verspreid over honderden locaties door het hele land actief in de natuur. De werkzaamheden bestaan onder andere uit snoeien, plaggen, hooien, boompjes steken of zagen, poelen schoonmaken en sloten uitbaggeren.

## Hakdagen
Op hakdagen gaan groepen vrijwilligers gezamenlijk het veld in om te werken en een gezellige dag te hebben. Opdracht kan bijvoorbeeld zijn hakgriend of ander hakhout te oogsten. In het algemeen zijn hakdagen bedoeld om ongewenste houtopslag te verwijderen van plaatsen waar moeilijk met grote machines gewerkt kan worden. 